# Abelisauroidea
Abelisauroidi byli skupinou malých až velkých dravých dinosaurů (teropodů) z nadčeledi Abelisauroidea, kteří žili v období střední jury až svrchní křídy (asi před 170 až 66 miliony let) na území kontinentů někdejší Gondwany a také západní Evropy (rod Tarascosaurus).

## Popis
Největší z abelisauroidů dosahovali délky až kolem 9 metrů a hmotnosti kolem 2 tun. Patřili tak mezi velké, ale poměrně lehce stavěné predátory. Obvykle měli dlouhé a štíhlé zadní končetiny, zakrnělé přední končetiny a vyklenutou krátkou lebku. Je možné, že žili a lovili v malých smečkách. Jejich fosilie známe z mnoha míst světa, zejména pak z Jižní Ameriky a severní Afriky.

## Klasifikace
- Nadčeleď Abelisauroidea
  -  ?Afromimus
  - Austrocheirus
  -  ?Betasuchus
  - Genusaurus
  - Ligabueino
  - Ozraptor
  - Tarascosaurus
  - Čeleď Noasauridae
    - Elaphrosaurus
    - Huinculsaurus
    - Laevisuchus
    - Masiakasaurus
    - Noasaurus
    - Velocisaurus
    -  ?Vitakrisaurus

  - Čeleď Abelisauridae
    - Abelisaurus
    - Compsosuchus
    - Guemesia
    - Chenanisaurus
    - Indosaurus
    - Indosuchus
    - Kryptops
    - Kurupi
    - Rugops
    - Spectrovenator
    - Xenotarsosaurus
    - Podčeleď Carnotaurinae
      - Majungasaurus
      - Niebla
      - Brachyrostra (Furileusauria)
        - Caletodraco[4]
        - Ekrixinatosaurus
        - Ilokelesia
        - Pycnonemosaurus
        - Rajasaurus
        - Skorpiovenator
        - Thanos
        - Tralkasaurus
        - Tribus Carnotaurini
          - Aucasaurus
          - Carnotaurus